# Universala Esperanto-Asocio

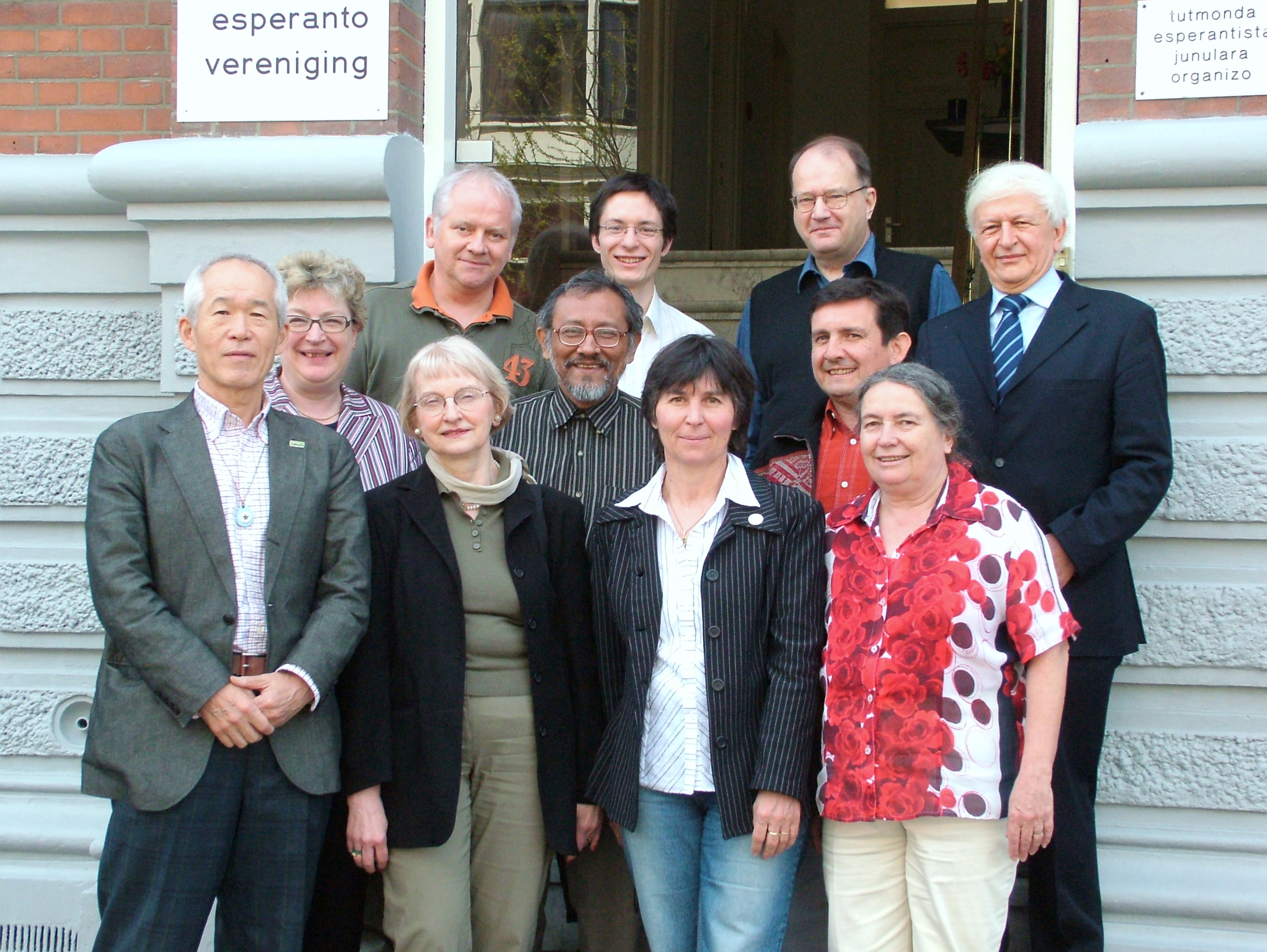
Der UEA-Vorstand (mit dem Vorsitzenden, dem Generaldirektor, dem Redakteur und zwei Beobachtern) im April 2008, Rotterdam

Die Universala Esperanto-Asocio (UEA), oder der Esperanto-Weltbund, ist mit etwa 5500 Mitgliedern die größte Dachorganisation der Esperanto-Sprecher und hat zum Ziel, die internationale Sprache zu verbreiten und mehr Gerechtigkeit im Bereich der Sprachen zu fördern. Sie wurde 1908 in der Schweiz gegründet. Heute hat sie ihren Sitz in der niederländischen Stadt Rotterdam und beschäftigt dort zwischen sieben und neun Menschen, einige davon halbtags. Vorsitzender seit Juli 2019 ist Duncan Charters aus Großbritannien. Die UEA hat sowohl Einzelmitglieder als auch angeschlossene Landesverbände.
In der Satzung der UEA sind folgende Ziele aufgeführt:
- die Verbreitung der internationalen Plansprache Esperanto
- auf die Lösung des Sprachenproblems in den internationalen Beziehungen hinarbeiten und die internationale Kommunikation erleichtern
- jede Art der geistigen und materiellen Beziehungen zwischen den Menschen erleichtern, ungeachtet der Unterschiede der Nationalität, der Rasse, des Geschlechts, der Religion, der politischen Anschauung oder der Sprache
- unter seinen Mitgliedern ein starkes Solidaritätsgefühl heranwachsen lassen und bei ihnen Verständnis und Achtung für andere Völker entwickeln

## Aufbau und Aufgaben
Einzelmitglieder melden sich direkt beim UEA-Zentralbüro oder über den UEA-Vertreter im eigenen Land an. Als Einzelmitglied erhält man das Jahrbuch und, je nach Beitrag, auch die Zeitschrift Esperanto. Der Weltbund hat 5.424 Einzelmitglieder in 119 Ländern (laut Jahrbuch; Stand vom 31. Mai 2005). Die nationalen Anschlussverbände vertreten ungefähr fünfzehntausend Menschen.
Mitglieder unter dreißig Jahren sind automatisch auch Mitglieder der Jugendsektion TEJO und erhalten deren Zeitschriften. Daneben sind dem Weltbund nationale Esperanto-Verbände aus 63 Ländern angeschlossen, deren Mitglieder als Anschlussmitglieder firmieren.
Das höchste Entscheidungsorgan des Weltbundes ist das Komitato („Ausschuss“, Verbandsrat), das jährlich auf dem Esperanto-Weltkongress zusammentritt. Es gehören ihm die gewählten Vertreter der Einzelmitglieder und die Abgeordneten der Landesverbände an. Das Komitato wählt den Vorstand mit dem Vorsitzenden. Die Amtsperioden betragen drei Jahre.
Der Vorstand setzt einen Generaldirektor ein, der das Zentralbüro leitet, sowie nach Bedarf Direktoren für weitere Büros. Ebenfalls direkt vom Vorstand wird der Redakteur der Mitgliedszeitschrift bestimmt. Die übrigen Angestellten setzt der Generaldirektor ein.

## Leistungen

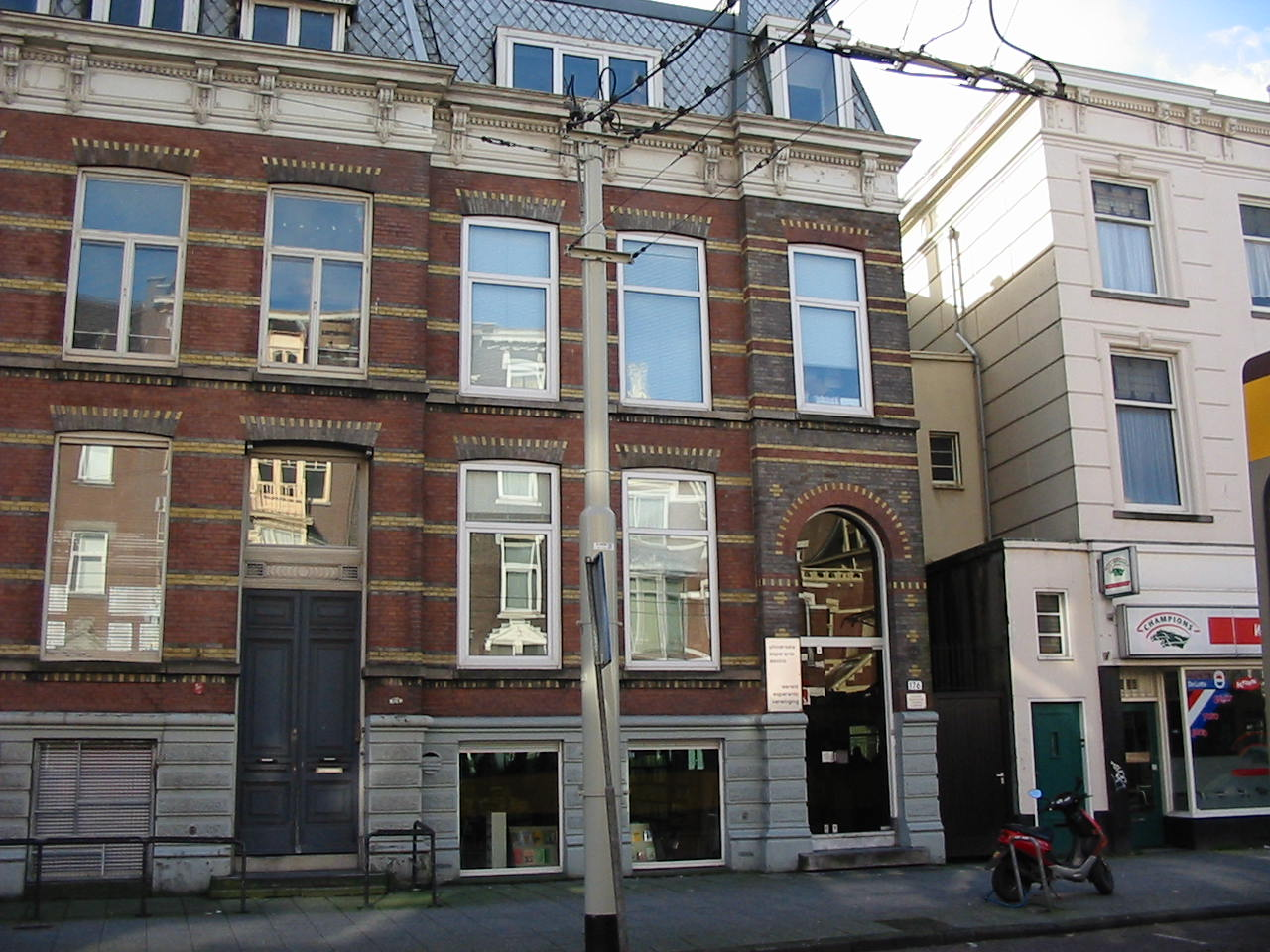
Das Zentralbüro der UEA in Rotterdam (2002)

Im Zentralbüro befindet sich die Bibliothek Hector Hodler mit dem Archiv. Die UEA unterstützt die Esperanto-Akademie sowie Fachtagungen zu interlinguistischen Themen. Der Verband möchte durch das Programm Eingeborenendialoge die Verstärkung des Austauschs zwischen Eingeborenenvölkern fördern.

### Veröffentlichungen
Die UEA gibt die Monatszeitschrift Esperanto, weitere Periodica und ein Jahrbuch heraus, ferner ist sie ein Buchverlag. Zu den Veröffentlichungen des Weltbundes gehören unter anderem esperantosprachige Belletristik, Bücher zur Geschichte der Esperanto-Bewegung und Materialien für Regionen mit besonders wenigen Esperanto-Sprechern, z. B. ein Wörterbuch Esperanto-Arabisch.

### Esperanto-Weltkongress

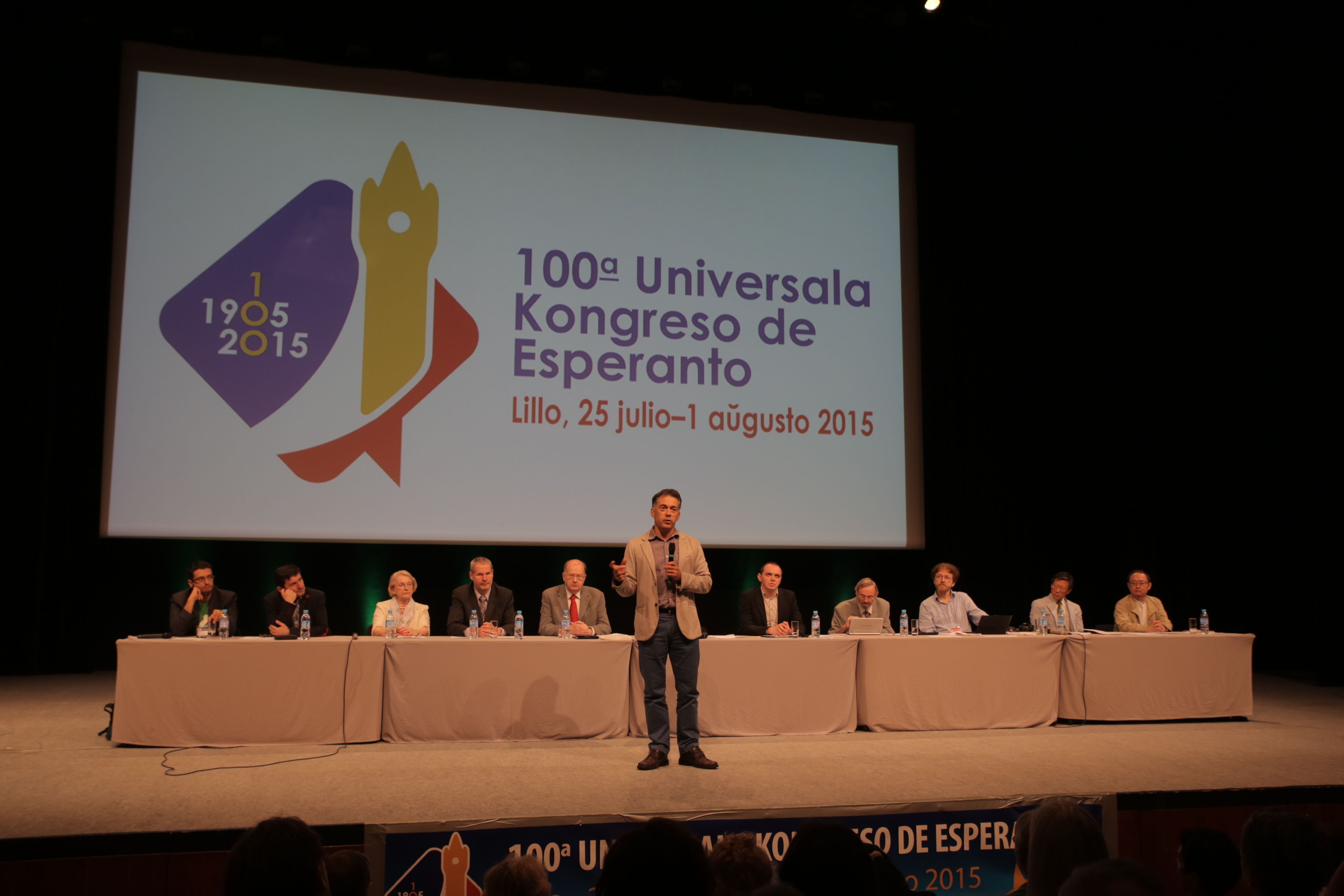
Weltkongress 2015 in Lille

Der von der UEA organisierte Esperanto-Weltkongress (auf Esperanto: Universala Kongreso de Esperanto, UK) findet jährlich statt. Der erste Kongress fand 1905 in Boulogne-sur-Mer in Frankreich statt, in den letzten Jahren 2014 in Buenos Aires, 2015 in Lille, 2016 in Nitra und 2017 in Seoul.
Der Kongress behandelt jeweils aktuelle Themen, die mit dem Esperanto und der internationalen Kommunikation zu tun haben. Daneben gibt es ein wissenschaftliches, kulturelles und touristisches Programm. Während des Kongresses halten verschiedene Esperanto-Organisationen ihre Jahreshauptversammlungen und andere Sitzungen ab.

## Geschichte
Ende 1907 verschickten Esperantisten um Hector Hodler und dessen Zeitschrift Esperanto einen Rundbrief bezüglich einer weltweiten Organisation der Esperanto-Sprecher. Schließlich kamen zu einer späteren Anfrage Hodlers bis zum Stichtag 28. April 1908 so viele Reaktionen, dass er die Gründung einer Universala Esperanto-Asocio wagte. Der 28. April gilt als Gründungstag, die Information über die Gründung wurde am 1. Mai 1908 in der Zeitschrift Esperanto veröffentlicht. Bis zu Hodlers Tod 1920 erlebte die junge UEA, eine Gesellschaft mit individueller Mitgliedschaft, mehrere Satzungen und Reformen, und es gelang nicht, einen Ausgleich mit den (bereits bestehenden) nationalen Esperanto-Verbänden zu schaffen.
Auf dem Esperanto-Weltkongress 1922 in Helsinki kam es zu einem ersten substantiellen Zusammenarbeitsvertrag mit den Landesverbänden; der Vertrag richtete eine Dach-Organisation aller (politisch neutralen) Esperanto-Verbände ein. In einem schwierigen Prozess von 1932 bis 1936/1947 wurde der Weltbund eine organisierte Zusammenarbeitsplattform der Landesverbände, auch wenn es weiterhin Einzelmitglieder gab. Eine organisatorische Sonderentwicklung war zeitweise die Internacia Esperanto-Ligo.

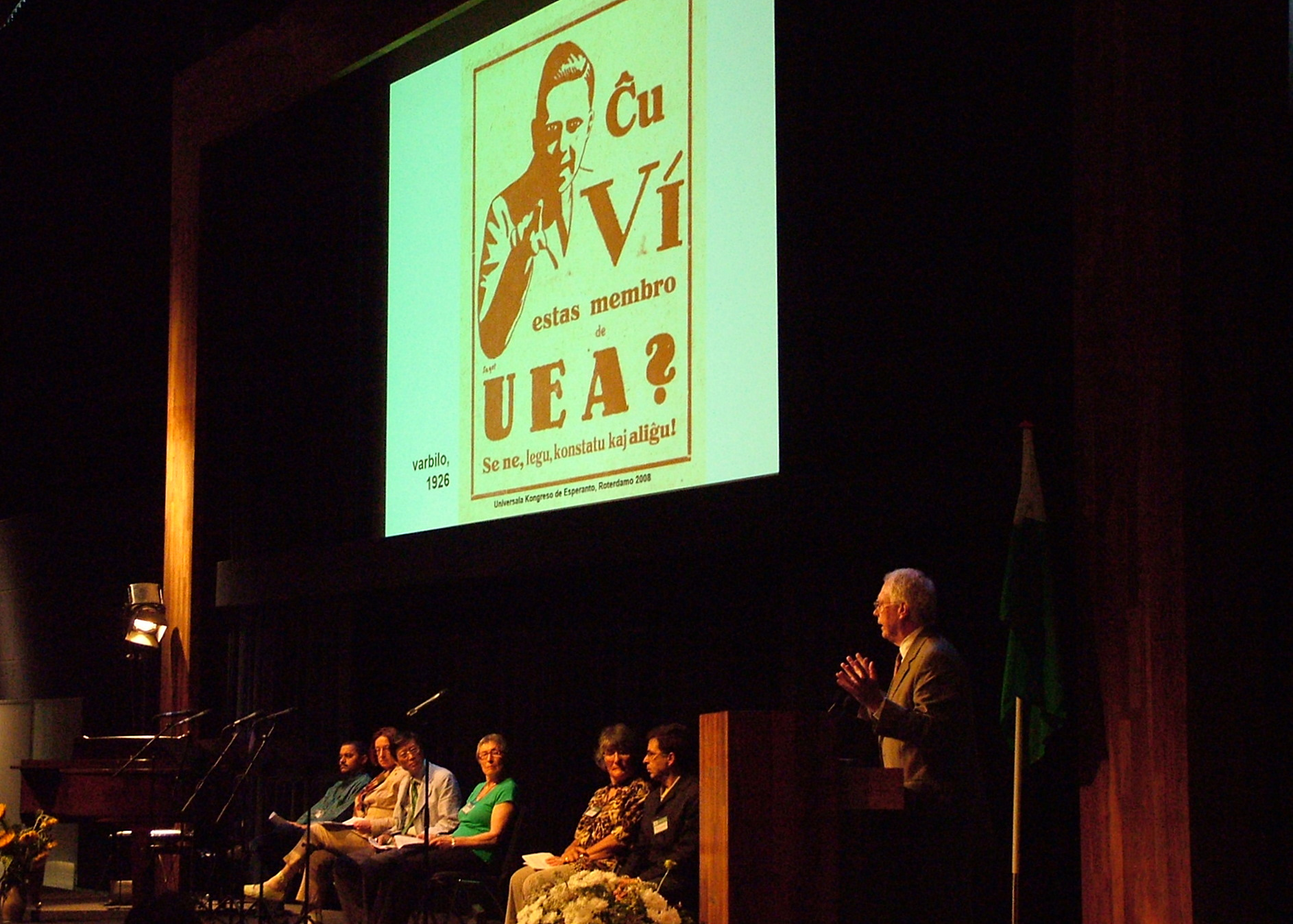
Der ehemalige Vorsitzende Humphrey Tonkin auf der Jubiläumsveranstaltung in Rotterdam 2008

Die heutige UEA wurde formell erst 1947 gegründet, als Nachfolgeorganisation der alten UEA von 1908 und der Internacia Esperanto-Ligo. Seit 1955 hat der Weltbund sein Hauptbüro in Rotterdam, und die heutige Satzung wurde 1980 notariell hinterlegt.
Während des Kalten Krieges waren Esperanto-Vereinigungen in einigen Ländern des Ostblocks verboten (vor allem 1949–55) oder durften sich lange Zeit nicht dem Esperanto-Weltbund anschließen. Erst 1989 konnte der Weltbund den Esperanto-Verband der Sowjetunion (zeitgleich mit zwei baltischen Verbänden) aufnehmen.

## Deutschland und die UEA
Der Deutsche Esperanto-Bund ist seit 1934 bzw. wieder seit 1955 Landesverband der UEA. Der Esperanto-Verband im Kulturbund der DDR trat 1976 bei.
Traditionell gehört Deutschland neben Japan und Frankreich zu den stärksten Mitgliederländern. Der bislang letzte Weltkongress in Deutschland fand 1999 in Berlin unter der Schirmherrschaft von Roman Herzog statt.

## Landesverbände der UEA
Die insgesamt 63 Landesverbände zählen nach Angaben der UEA gemeinsam etwa 20.000 Einzelmitglieder (aus einigen Ländern liegen keine Zahlen vor). Zwei Drittel der Einzelmitglieder des Weltbundes leben in Europa. Die Website der UEA verzeichnet Delegierte aus 120 Ländern.

### Afrika
- Benin: Benina Esperanto-Federacio, gegründet 1996
- Burundi: Association Nationale d´Esperanto au Burundi, gegründet 2005
- Demokratische Republik Kongo: Demokrata Kongolanda Esperanto-Asocio, gegründet 1963, 456 Mitglieder
- Elfenbeinküste: Kotdivuara Esperanto-Asocio, gegründet 1983, 100 Mitglieder
- Kamerun: Asocio pri Esperanto en Kameruno, gegründet 1991,
- Südafrika: Esperanto-Asocio de Suda Afriko, gegründet 1962, 54 Mitglieder
- Togo: Unuiĝo Togolando por Esperanto, gegründet 1987, 300 Mitglieder
- Tschad: Chada Esperanto Asocio gegründet 2005

### Amerika
- Argentinien: Argentina Esperanto-Ligo, gegründet 1941, 140 Mitglieder
- Brasilien: Brazila Esperanto-Ligo, gegründet 1907, 652 Mitglieder
- Chile: Ĉilia Esperanto-Asocio, gegründet 1978
- Costa Rica: Kostarika Esperanto-Asocio, gegründet 1953, 34 Mitglieder
- Kanada: Kanada Esperanto-Asocio, gegründet 1958, 150 Mitglieder
- Kolumbien: Kolombia Esperanto-Ligo, gegründet 1966
- Kuba: Kuba Esperanto-Asocio, gegründet 1979, 100 Mitglieder
- Mexiko: Meksika Esperanto-Federacio, gegründet 1903, 20 Mitglieder
- Peru: Perua Esperanto-Asocio, gegründet 1975
- Uruguay: Urugvaja Esperanto-Societo, gegründet 1924, 30 Mitglieder
- USA: Esperanto-Ligo por Norda Ameriko, gegründet 1952, 700 Mitglieder
- Venezuela: Venezuela Esperanto-Asocio, gegründet 1912, 32 Mitglieder

### Asien
- China: Ĉina Esperanto-Ligo, gegründet 1951, 1144 Mitglieder
- Hongkong: Honkonga Esperanto-Asocio,
- Indien: Federacio Esperanto de Barato, gegründet 1982, 150 Mitglieder
- Indonesien: Centro de Esperanto-Studoj, gegründet 2005,
- Iran: Irana Esperanto Asocio, gegründet 1993, 49 Mitglieder
- Israel: Esperanto-Ligo en Israelo, gegründet 1949, 160 Mitglieder
- Japan: Japana Esperanto-Instituto, gegründet 1919, 1355 Mitglieder
- Korea: Korea Esperanto-Asocio, gegründet 1920, 250 Mitglieder
- Pakistan: Pakistana Esperanto-Asocio, gegründet 1978, 450 Mitglieder
- Philippinen: Esperanto Asocio por Filipinoj, gegründet 2006,
- Taiwan: Tajvana Esperantista Asocio, gegründet 1990,
- Vietnam: Vjetnama Esperanto-Asocio, gegründet 1956, 610 Mitglieder

### Westeuropa
- Belgien: Belga Esperanto-Federacio, gegründet 1962, 1013 Mitglieder
- Dänemark: Dana Esperanto-Asocio, gegründet 1908, 210 Mitglieder
- Deutschland: Germana Esperanto-Asocio, gegründet 1906, 1600 Mitglieder
- Finnland: Esperanto-Asocio de Finnlando, gegründet 1907, 400 Mitglieder
- Frankreich: Espéranto-France, gegründet 1898, 1001 Mitglieder
- Griechenland: Helena Esperanto-Asocio, gegründet 1927, 108 Mitglieder
- Großbritannien: Esperanto Asocio de Britio, gegründet 1904, 481 Mitglieder
- Irland: Esperanto-Asocio de Irlando, gegründet 1970, 63 Mitglieder
- Island: Islanda Esperanto-Asocio, gegründet 1950, 93 Mitglieder
- Italien: Itala Esperanto-Federacio, gegründet 1910, 910 Mitglieder
- Luxemburg: Luksemburgo Esperanto-Asocio, gegründet 1971, 101 Mitglieder
- Malta: Malta Esperanta-Societo, gegründet 1961, 40 Mitglieder
- Niederlande: Esperanto Nederland, gegründet 1994, 405 Mitglieder
- Norwegen: Norvega Esperantista Ligo, gegründet 1911, 235 Mitglieder
- Österreich: Österreichischer Esperanto-Verband, gegründet 1935, 72 Mitglieder
- Portugal: Portugala Esperanto-Asocio, gegründet 1972, 101 Mitglieder
- Schweden: Sveda Esperanto-Federacio, gegründet 1906, 600 Mitglieder
- Schweiz: Schweizerische Esperanto-Gesellschaft, gegründet 1902, 170 Mitglieder
- Spanien: Hispana Esperanto-Federacio, gegründet 1947, 285 Mitglieder

### Mittel- und Osteuropa
- Albanien: Albana Esperanto-Ligo, gegründet 1991
- Armenien: Armenia Esperanto-Asocio, gegründet 1991, 86 Mitglieder
- Bosnien-Herzegowina: Esperanto Ligo de Bosnio kaj Hercegovino, gegründet 1949, 100 Mitglieder
- Bulgarien: Bulgara Esperanto-Asocio, gegründet 1907, 140 Mitglieder
- Estland: Esperanto-Asocio de Estonio, gegründet 1922 und 1988, 62 Mitglieder
- Georgien: Kartvelia Esperanto-Asocio, gegründet 1990
- Kroatien: Kroata Esperanto-Ligo, gegründet 1945, 250 Mitglieder
- Lettland: Latvia Esperanto-Asocio, gegründet 1988, 100 Mitglieder
- Litauen: Litova Esperanto-Asocio, gegründet 1919 und 1988, 960 Mitglieder
- Mazedonien: Makedonio Esperanto-Ligo, gegründet 1957, 45 Mitglieder
- Polen: Pola Esperanto-Asocio, gegründet 1945, 820 Mitglieder
- Rumänien: Esperanto-Asocio de Romanio, gegründet 1907 und 1990, 120 Mitglieder
- Russland: Rusia Esperantista Unio, gegründet 1921, 150 Mitglieder
- Slowakei: Slovakia Esperanta Federacio, gegründet 1997, 200 Mitglieder
- Slowenien: Slovenia Esperanto Ligo, gegründet 1937, 150 Mitglieder
- Tschechische Republik: Ĉeĥa Esperanto-Asocio, gegründet 1969, 850 Mitglieder
- Ukraine: Ukrainia Esperanto-Asocio, gegründet 1989, 194 Mitglieder
- Ungarn: Hungarlanda Esperanto-Asocio, gegründet 1902 und 1960, 1348 Mitglieder

### Ozeanien
- Australien: Aŭstralia Esperanto-Asocio, gegründet 1939, 190 Mitglieder
- Neuseeland: Nov-Zelanda Esperanto-Asocio, gegründet 1910, 55 Mitglieder